# Begunți, Plovdiv
Begunți (în bulgară Бегунци) este un sat în comuna Karlovo, regiunea Plovdiv,  Bulgaria. 

## Demografie
Componența etnică a satului Begunți
     Bulgari (68,36%)
     Nicio identificare (31,63%)
     Altele (0%)
La recensământul din 2011, populația satului Begunți era de 531 locuitori. Din punct de vedere etnic, majoritatea locuitorilor (68,36%) erau bulgari. Pentru 31,63% din locuitori nu este cunoscută apartenența etnică.